# Mois de l'histoire des Noirs
Le mois de l'histoire des Noirs (en anglais : Black History Month, également nommé African-American History Month) est une commémoration annuelle de l'histoire de la diaspora africaine.
Lancée officiellement pour la première fois aux États-Unis en 1976 par le président américain Gerald Ford, la commémoration se tient chaque année au mois de février. D'autres pays ont ensuite emboîté le pas des États-Unis comme le Royaume-Uni, à partir de 1987, puis le Canada, depuis 1995.

## Histoire

### États-Unis

#### Negro History Week(1926)
Cinquante ans après la promulgation du XIII° amendement de la Constitution des États-Unis abolissant l'esclavage, l'historien afro-américain Carter G. Woodson et le pasteur Jesse E. Moorland fondent l'Association for the Study of African American Life and History ( (ASALH), association destinée à la recherche sur l'histoire des Afro-Américains,,. L'ASALH, lance une initiative la Negro History Week (« semaine de l'histoire des Nègres ») la deuxième semaine de février 1926. Cette semaine est choisie en raison de la coïncidence des anniversaires d'Abraham Lincoln le 12 février et de Frederick Douglass le 14 février, deux dates célébrées par les communautés noires américaines depuis la fin du XIXe siècle,.
L'objectif initial de la manifestation était de coordonner l'enseignement sur les contributions des afro-américains dans les écoles primaires, les High Schools (lycées), les établissements universitaires, mais aussi la presse, les clubs de femmes, les revues savantes des États-Unis,. La première Negro History Week reçoit un accueil mitigé, même si elle est soutenue par les départements d'Éducation en Caroline du Nord, au Delaware, en Virginie-Occidentale et à Baltimore et Washington,,.
Selon Carter G. Woodson, l'enseignement de l'histoire des Noirs est essentiel à la survie physique et intellectuelle des Noirs dans la société,.
En 1929, le Journal of Negro History constate que tous les États avec une importante population afro-américaine ont organisé des événements liés à la semaine et que des églises y participent également. Des clubs d'histoire des Noirs sont également créés et certains maires en font une fête officielle.

#### Black History Month
L'expansion de la semaine de l'histoire des Noirs est d'abord proposée par le leader des Black United Students de la Kent State University en février 1969. La première célébration du mois de l'histoire des Noirs a ainsi lieu à l'université l'année d'après, en février 1970.
En 1976, dans le cadre du bicentenaire des États-Unis, le mois de l'histoire des Noirs est officiellement reconnu par le gouvernement américain. Le président Gerald Ford appelle les Américains à « saisir l'opportunité d'honorer les réussites trop souvent ignorées des Noirs américains dans tous les domaines à travers notre histoire ».

### Grande-Bretagne
Le mois de l'histoire des Noirs est célébré pour la première fois au Royaume-Uni en 1987. Cette initiative est généralement attribuée au travail du ghanéen Akyaaba Addai-Sebo et au Greater London Council,,,.

### Canada

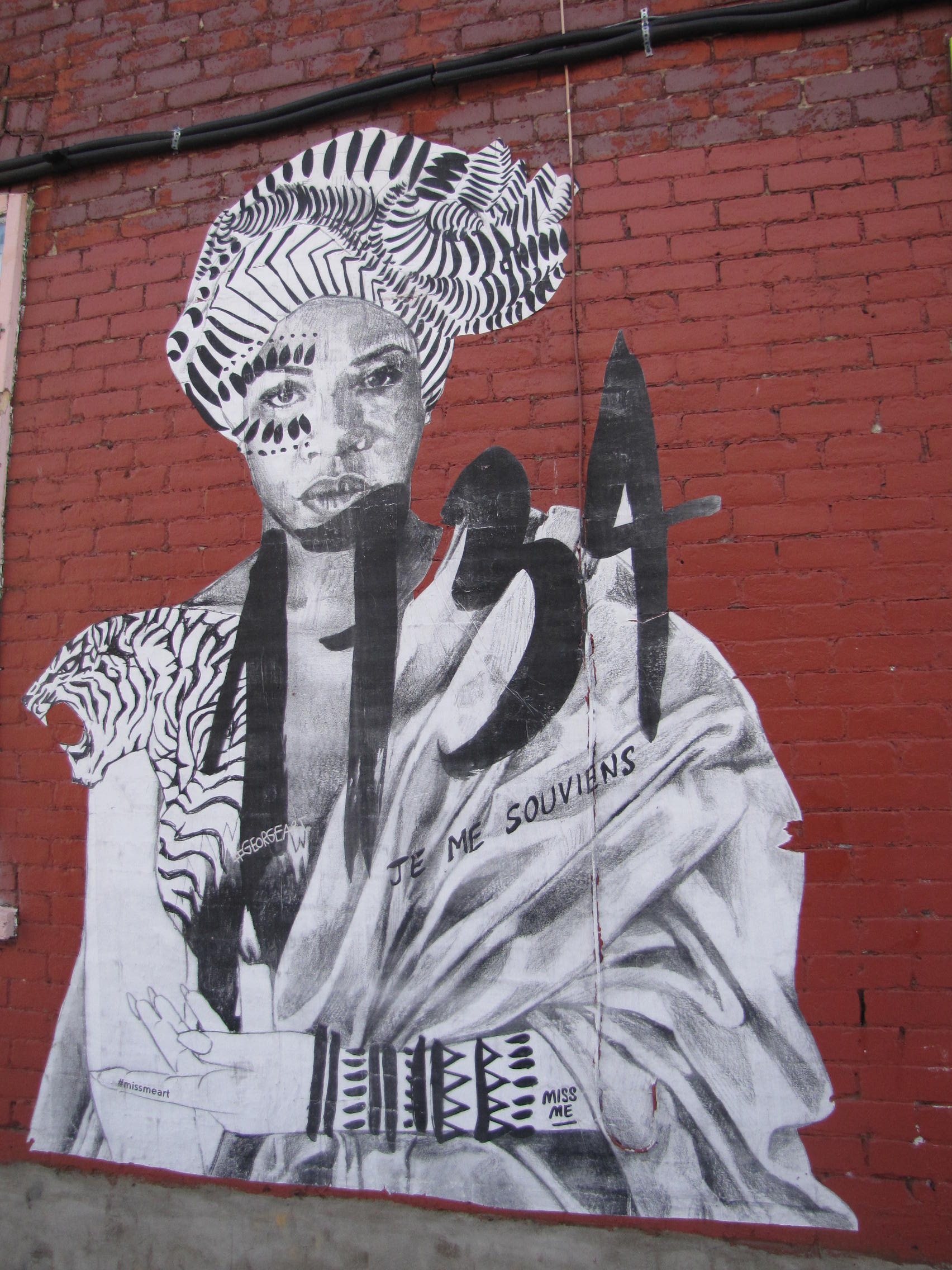
Les descendants des esclaves noirs qui ont vécu dans l'actuel Canada français sont des Canadiens français passant pour Blancs,,. Ils portent des noms comme Carbonneau, Charest, Johnson, Lafleur, Lemire, Lepage, Marois et Paradis.

Au Canada, le mois de l'histoire des Noirs est reconnu depuis décembre 1995, quand la députée noire Jean Augustine a fait voter une motion sur la reconnaissance des Noirs à la Chambre des communes du Canada,. La première célébration a eu lieu en février 1996. En février 2008, le sénateur Donald Oliver (en), le premier afro-américain élu au Sénat, a présenté une motion visant à reconnaître les contributions des Afro-américains à l'histoire et à la culture du Canada lors de la célébration du Mois de l'histoire des Noirs. La motion a été votée à l'unanimité le 4 mars 2008. L'adoption de cette motion a complété la position parlementaire du Canada au Mois de l'histoire des Noirs,.
La Ligue des Noirs du Québec issue de la Ligue des Noirs du Canada en 1969, organise des événements commémoratifs, en rappelant notamment le chemin de fer clandestin.

### Irlande
La république d'Irlande est le quatrième pays à célébrer le Black History Month.

### France
En France, à Bordeaux, un premier Black History Month est organisé en février 2018 par l'association Mémoires & Partages,. Il est reconduit en 2019, en essaimant sur plusieurs sites en Aquitaine. En 2020, la troisième édition a dû être annulée en raison de la pandémie de Covid-19.
L'association relance l'événement en 2022, autour du personnage de Joséphine Baker. Il se déroule alors dans plusieurs villes de l’hexagone (Bordeaux, Paris, Le Havre, Bayonne, La Rochelle), et également en Guadeloupe pour la première fois.
En Martinique, c'est l'association CNR Martinique qui timidement va impulser la matérialisation du Black History Month dès le 2 février 2016, initialement sous forme de campagne numérique via les réseaux sociaux et autres moyens de communication électronique. Cette démarche s'inscrit alors dans le cadre de la décennie internationale des personnes d'ascendance africaine décrétée par l'ONU, décennie pour laquelle le CNR Martinique vient d'organiser le 16 janvier 2016 un évènement destiné à faire connaître l'existence et le contenu de la résolution adoptée par les divers pays signataires, au nombre desquels on compte la France.
C'est à la suite de ce lancement de la décennie des personnes d'ascendance africaine (DIPAA) sur l'île qu'en collaboration avec divers acteurs de la sphère publique et privée, un comité pour la DIPAA voit le jour sous le nom de KDIPAA. Et en 2019, la première version d'un Black History Month local à la fois en ligne et hors-ligne est présentée sous le label "Journées de l'Afro-descendance ",,.
Désormais présenté au public en tant que "Journées de l'Afrique", le volet hors-ligne du Black History Month géré par le CNR, auquel viennent s'associer d'autres partenaires associatifs et certaines municipalités, attire un public toujours plus nombreux.

### Continent africain
En 2020, sept pays d’Afrique ont célébré le Mois de l’Histoire des Noirs / Black History Month du 1er au 29 février 2020, à l’initiative de l’afro-caribéenne Mélina Seymour à travers son ONG internationale  Africa Mondo, en collaboration avec des organisations de la société civile.
C'est la première année durant laquelle cet évènement se déroule sur le continent africain avec l'implication de la société civile, des associations, des acteurs culturels et économiques, des chercheurs, des historiens et des autorités.
La première édition en Afrique s’est tenue simultanément au Bénin, au Burkina Faso, au Cameroun, aux Comores, en Côte d'Ivoire, au Sénégal et au Tchad ; mais il faut aussi noter la mobilisation de togolais et de congolais dans leur pays respectif, même si les activités n’ont pas pu si tenir. L’épicentre des activités  du Mois de l’Histoire des Noirs en Afrique, du 1er au 29 février 2020 était en République du Bénin, pays où est née Africa Mondo et dans lequel était basé madame Seymour pour assurer la coordination générale. Des initiatives pluridisciplinaires ont meublé quasiment quotidiennement le mois de février à Abomey-Calavi, commune hôte de cet évènement au Bénin, où plus de 500 personnes ont participé à la cérémonie d’ouverture le 1er février en présence des autorités, des têtes couronnées, des chefs religieux, des présidents d’organisations de la société civiles etc.
La première édition s’est intitulée Black History Month Africa / Mois de l’Histoire des Noirs en Afrique afin de faire le lien direct avec la commémoration qui existe aux États-Unis. Néanmoins, il s’agit de raconter l’histoire de l’Afrique et de la diaspora avec un regard africain et afro-descendant à partir du continent. Parmi les critiques constructives en vue de l’amélioration des prochaines éditions sur le continent, il a été fortement recommandé de l’intitulé à compter de 2021 « Mois de l’Histoire de l’Afrique et de la Diaspora ».

#### Côte d'Ivoire
Initié en 2020 par Niango Serge Alain, ce mois de célébration a désormais sa version ivoirienne, avec le Ivoire Black History Month. Chaque mois de Février, le ivoire Black History Month regroupe un ensemble de jeunes de la Côte d’Ivoire et sa diaspora qui souhaitent mettre l’accent sur la richesse du patrimoine historique et culturel ivoirien, à travers des activités étalées sur tout le mois de février.
Face à une méconnaissance de la jeunesse ivoirienne de son histoire, le projet iBHM se veut de permettre à la jeunesse ivoirienne d’utiliser de la connaissance de son patrimoine historique et culturel tant matériel qu’immatériel comme tremplin pour s’élever au niveau de l’époque moderne.
Ce projet est soutenu par le bureau Abidjan de l'UNESCO et la Fondation Félix Houphouët-Boigny pour la recherche de la paix.

## Critiques
Après l'élection de Barack Obama, il y a eu des débats aux États-Unis sur la pertinence de ce mois commémoratif, autant du côté des Noirs que celui des Blancs,. En particulier, Morgan Freeman a déclaré : « Je ne veux pas d'un Mois de l'Histoire des Noirs. L'Histoire des Noirs c'est l'Histoire Américaine »,. Freeman pense que le racisme perdurera tant que les gens s'identifieront par rapport à leur couleur de peau/race.
Le 10 décembre 1986, face au National Press Club à Washington, l'écrivain James Baldwin allait jusqu'à proposer une « Semaine de l'Histoire des Blancs », « Quand je suggère une Semaine de l'Histoire Blanche, je ne suis pas en train de proposer une parodie de la Semaine de l'Histoire noire. Je veux dire que la vérité au sujet de ce pays est enfouie dans les mythes que les Blancs ont sur eux-mêmes »,.